# 黑皮公禱書
黑皮公禱書是香港聖公會教省及前聖公會港澳教區一直採用由中華聖公會於1938年在上海所編訂，即現仍沿用黑皮版《公禱書》。因黑色封面，因此常被叫作「黑皮公禱書」或「黑公禱書」。這本公禱書還是用文言文《聖經》以民國初期北京官話和文言文為基礎的語體文編訂，因而也充斥著若干文言文用語或虛字如爾、爾等、而已、歟等等，以及一些舊式音譯如基路冰等。從黑皮公禱書的白話文中可以發現，文體仍有古典漢語的特質和優點：文辭精煉和有韻律美，方便閱讀，易於記憶。

## 1959年聖公會港澳教區重訂
1959年港澳教區重訂後，這本公禱書有以下內容:
- 早晚禱文
  - 早禱禮文
  - 晚禱禮文
  - 寢前禮文
- 隨時禱文
- 總禱文
- 大齋首日懺悔文
- 聖餐崇拜禮文
- 週年祝文書信福音
- 聖日祝文書信福音
- 施洗成人聖禮文
- 施洗孩童聖禮文
- 教會要道問答
- 認識我等教會
- 堅信禮文
- 婚姻禮文
- 慰問病人文
- 施聖餐與病人禮文
- 成人喪禮禮文
- 孩童喪禮禮文
- 阿塔拿修信經(又名得救經)
- 詩篇(請選用聖經經文)
- 附錄
  - 主日及特別聖日選讀附錄表
  - 主日讀經表
  - 聖日選讀聖經表
  - 預算無定期各聖節表
  - 無定期聖節及聖日推算法
  - 聖日優先表
  - 中華聖公會總議會憲綱

## 1998年香港聖公會教省增訂
香港聖公會於1998年成立後，立即增訂黑皮公禱書的內容，包括以下部分:
- 香港聖公會會徽
- 香港聖公會簡史
- 修訂預算無定期各聖節表
- 香港聖公會教省憲章憲綱